# Produktionsprozess im Theater
Der Produktionsprozess im Theater umfasst die Genese der Bühnenaufführung eines Theaterstücks von der ersten Konzeption über die Entwicklung, die Planung, die Produktion bis zur Präsentation auf der Bühne. Dem Produktionszyklus voran geht die Erstellung des Spielplans, beides als Bestandteil des Theatermanagements.

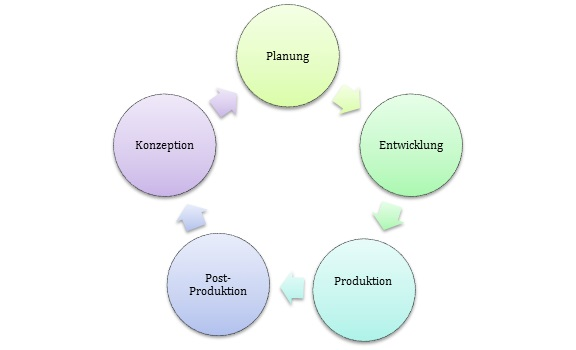
Produktionsprozess eines Theaterstücks

## Konzeption
In der Konzeptionsphase wird eine Grundidee auf deren künstlerische, wirtschaftliche und technische Umsetzbarkeit geprüft und gegebenenfalls modifiziert. Das Regieteam entwickelt eine erste Idee für die Umsetzung, stellt ein Team und eine erste Besetzungsliste zusammen und stellt diese Konzeption der Theaterleitung vor. Dazu gehört ein erster Budgetentwurf für Bühne, Kostüme sowie die Verpflichtung von Gästen. Die Geschäftsführung erstellt eine Kostenschätzung und gleicht diese mit dem Budget der Position im Plan ab. Die Technische Direktion prüft die Möglichkeiten und erbittet frühzeitig Änderungen aufgrund technischer Einschränkungen.

## Entwicklung
In der Entwicklungsphase wird die konzeptionell geprüfte Stückidee zur Spielplanposition gebracht. Regisseur und Spartenchef (Schauspieldirektor, o. a.) setzen das künstlerische Team (Regisseur, Dramaturg, Bühnen- und Kostümbildner, Video, Licht, Maske, evtl. Sprech- und Kampftraining) fest und erstellen eine erste Besetzung aus Künstlern des Theaters, die an der Produktion mitwirken sollen. Regisseure setzen in diesen Verhandlungen gerne Gastschauspieler durch, mit denen sie regelmäßig zusammenarbeiten. Hier kann es zu Friktionen beim eigenen Ensemble kommen, wenn protagonistische Rollen an Gäste vergeben werden. Gleichzeitig arbeiten Regisseur, Dramaturg und Bühnenbildner weiter an der Konzeption. Auch die Gespräche zwischen Geschäftsführung und Regisseur über Größe und mögliche Kosten des Teams, Budget, Gast-Gagen sowie zusätzliche Positionen für Video oder Musik werden intensiviert. Der Geschäftsführer spiegelt dem Regieteam den Finanzplan und verweist darauf, dass sich die Kosten einer Produktion naturgemäß immer erhöhen, weshalb finanzielle Reserven für unvorhergesehene Entwicklungen (Unvorhergesehenes) sehr wichtig sind.

## Planung
In der Planungsphase werden alle Planungsinstrumente (Finanz-, Proben-, Spielplan, technische Disposition, Besetzung und Bauprobe) auf die zu planende Produktion justiert. Die Proben- und Spiel-Disposition wird durch die Mitarbeiter des Betriebs- und des Technischen Büros festgesetzt: Dazu zählen der Proben- und Spielplan, die Koordination der Besetzungen sowie die technische Disposition. Zudem wird die Finanzplanung durch die Geschäftsführung festgestellt: Wie hoch ist das Budget der Produktion? Ist die Finanzierung gesichert? Welche weiteren Gastverträge müssen aufgesetzt werden? Gibt es die Möglichkeit zusätzliche Sponsoring-Mittel einzuwerben? Ein ebenfalls wichtiger Punkt der Planung ist die Bauprobe, in der das Bühnenbild im Originalmaßstab nachgestellt wird, sodass später präzise Zeichnungen und Vorlagen an die Werkstätten geliefert werden können. Schließlich wird auch die Besetzung in ihrer (vorübergehend) finalen Fassung vom Regisseur und schließlich vom Leitungsteam verabschiedet und öffentlich und zentral ausgehängt. Der Spartendirektor oder Intendant hat die besetzten und nichtbesetzten Schauspieler vorzeitig informiert.

## Produktion
Parallel zum intensiven Proben- und Einstudierungsprozess werden Bühnenbild, Kostüme und Maske für die Produktion in den Werkstätten hergestellt, auf der Bühne technisch eingerichtet und bereits für den Endprobenprozess genutzt. Parallel hierzu arbeiten die Mitarbeiter der Marketingabteilung und der Ticketabteilung daran, den Vertrieb von Karten anzukurbeln. Für feste Spielplanpositionen in der Oper, die aufgrund des frühzeitig notwendigen Engagements von Gastsängern und Dirigenten oft zwei bis fünf Jahre im Voraus geplant werden, beginnt die Bewerbung in der Regel früher. 
Aufgrund des Repertoiresystems finden meist mehrere Produktionsprozesse in verschiedenen Probenräumen parallel statt. Dadurch kann das Theater die Fülle an Stücken im Repertoire absichern.

## Postproduktion
Die fünfte und abschließende Phase der Postproduktion umfasst den regulären Vorstellungsbetrieb und dessen Begleitung durch aktives Marketing und Vertrieb. Beginnend mit der Premiere wird das Werk über eine gewisse Zeit wie geplant (Spielplan, Disposition) immer wieder aufgeführt, bis mit der letzten Vorstellung auch diese Prozessphase endet. Künstlerische Leitung, Betriebsbüro und der federführende Assistent/Spielleiter sind in dieser Phase für die Einhaltung und Entwicklung der Qualität des Stückes verantwortlich, während die Geschäftsführung auf die Einhaltung der Kosten achtet. Der Besucherdienst kümmert sich um eine Direktansprache des Publikums und den Vertrieb von Karten. Sinken die Zuschauerzahlen drastisch, setzen Betriebsbüro, Besucherdienst und Geschäftsführung mit dem Regisseur und der Spartenleitung einen Termin für die letzte Vorstellung fest. Spätestens in dieser Phase werden bereits erste Ideen und Konzeptionen für neue Produktionen in der folgenden Spielzeit entwickelt. Wenn sich eine gute Zusammenarbeit mit einem Regieteam ergeben hat, wird die Theaterleitung möglicherweise eine weitere Regie für die kommende Spielzeit verabreden, und Gastschauspieler in der nächsten Spielzeit fest ins Ensemble engagieren. Der Produktionskreislauf setzt sich immer weiter fort.